# Diocesi di Kagoshima
La diocesi di Kagoshima (in latino Dioecesis Kagoshimaensis) è una sede della Chiesa cattolica in Giappone suffraganea dell'arcidiocesi di Nagasaki. Nel 2021 contava 8.864 battezzati su 1.586.435 abitanti. È retta dal vescovo Francis Xavier Hiroaki Nakano.

## Territorio
La diocesi comprende la prefettura di Kagoshima.
Sede vescovile è la città di Kagoshima, dove si trova la cattedrale di San Francesco Saverio.
Il territorio è suddiviso in 70 parrocchie.

## Storia
La prefettura apostolica di Kagoshima fu eretta il 18 marzo 1927 con il breve Aucto pastorum di papa Pio XI, ricavandone il territorio dalla diocesi di Nagasaki (oggi arcidiocesi).
Il 25 febbraio 1955 la prefettura apostolica è stata elevata a diocesi con la bolla Qua sollicitudine di papa Pio XII.
Originariamente suffraganea dell'arcidiocesi di Tokyo, il 4 maggio 1959 è entrata a far parte della provincia ecclesiastica di Nagasaki.
Il 18 dicembre 1972 ha ceduto una porzione del suo territorio a vantaggio dell'erezione della diocesi di Naha.

## Cronotassi dei vescovi
Si omettono i periodi di sede vacante non superiori ai 2 anni o non storicamente accertati.
- Egide Marie Roy, O.F.M. † (23 novembre 1927 - 1936 dimesso)
- Paul Aijirô Yamaguchi † (1936 - 15 settembre 1937 nominato vescovo di Nagasaki)
  - Sede vacante (1937-1940)
- Francis Xavier Ichitaro Ideguchi † (10 giugno 1940 - 1955 deceduto)
- Joseph Asajiro Satowaki † (25 febbraio 1955 - 19 dicembre 1968 nominato arcivescovo di Nagasaki)
- Paul Shinichi Itonaga † (15 novembre 1969 - 3 dicembre 2005 ritirato)
- Paul Kenjiro Koriyama (3 dicembre 2005 - 7 luglio 2018 ritirato)
- Francis Xavier Hiroaki Nakano, dal 7 luglio 2018

## Statistiche
La diocesi nel 2021 su una popolazione di 1.586.435 persone contava 8.864 battezzati, corrispondenti allo 0,6% del totale.
| anno | popolazione | popolazione | popolazione | presbiteri | presbiteri | presbiteri | presbiteri                | diaconi | religiosi | religiosi | parrocchie |
| anno | battezzati  | totale      | %           | numero     | secolari   | regolari   | battezzati per presbitero | diaconi | uomini    | donne     | parrocchie |
| ---- | ----------- | ----------- | ----------- | ---------- | ---------- | ---------- | ------------------------- | ------- | --------- | --------- | ---------- |
| 1950 | 667         | 1.766.514   | 0,0         | 4          | 4          |            | 166                       |         | 4         | 11        | 7          |
| 1970 | 9.016       | 1.801.529   | 0,5         | 44         | 11         | 33         | 204                       |         | 47        | 168       | 17         |
| 1980 | 8.822       | 1.772.261   | 0,5         | 47         | 16         | 31         | 187                       |         | 42        | 250       | 23         |
| 1990 | 9.498       | 1.810.341   | 0,5         | 45         | 21         | 24         | 211                       |         | 30        | 235       | 28         |
| 1999 | 9.025       | 1.782.654   | 0,5         | 44         | 21         | 23         | 205                       |         | 27        | 218       | 28         |
| 2000 | 9.063       | 1.787.376   | 0,5         | 41         | 19         | 22         | 221                       |         | 26        | 211       | 29         |
| 2001 | 9.126       | 1.779.273   | 0,5         | 40         | 18         | 22         | 228                       |         | 27        | 212       | 29         |
| 2002 | 9.321       | 1.782.333   | 0,5         | 41         | 18         | 23         | 227                       |         | 28        | 204       | 29         |
| 2003 | 9.322       | 1.778.575   | 0,5         | 39         | 17         | 22         | 239                       |         | 28        | 199       | 29         |
| 2004 | 9.287       | 1.773.301   | 0,5         | 46         | 21         | 25         | 201                       |         | 30        | 187       | 29         |
| 2006 | 9.508       | 1.769.932   | 0,5         | 41         | 17         | 24         | 231                       | 2       | 30        | 173       | 28         |
| 2011 | 9.281       | 1.698.500   | 0,5         | 42         | 19         | 23         | 220                       | 6       | 28        | 133       | 30         |
| 2013 | 9.383       | 1.681.076   | 0,6         | 44         | 22         | 22         | 213                       | 6       | 27        | 152       | 71         |
| 2016 | 8.971       | 1.646.757   | 0,5         | 44         | 26         | 18         | 203                       | 6       | 22        | 136       | 71         |
| 2019 | 9.074       | 1.611.278   | 0,6         | 40         | 24         | 16         | 226                       | 7       | 19        | 109       | 70         |
| 2021 | 8.864       | 1.586.435   | 0,6         | 32         | 23         | 9          | 277                       | 8       | 13        | 104       | 70         |